# Gazprom
Gazprom (Russisch: Открытое Акционерное Общество «Газпром»; Otkrytoje Aktsionernoje Obsjtsjestvo "Gazprom") of Gasprom (afkorting van het Russische: газовая промышленность, gazovaja promysjlennost) is het grootste bedrijf in Rusland en het grootste aardgasbedrijf ter wereld. Het levert aardgas aan veel landen in Europa, met name in Centraal- en Oost-Europa.
De Russische federale overheid verkreeg in 2005 een meerderheidsbelang in het bedrijf en had per ultimo 2020 nog 50,23% van de aandelen in handen.

## Kerngegevens
- Gazprom controleert 17% van de wereldwijde gasreserves en 12% van de globale gasproductie (2017)[2]
- 72% van de Russische aardgasreserves (2017)
- aandeel in de Russische gasproductie was 68% (2017)[2]
- marktaandeel in Russische gasconsumptie was 70% en in Europa (ex-Rusland) 35% (2017)[2]
- aandeel van 15% in de Russische elektriciteitsproductie (2017)[2]
- medewerkers: 469.600 (2017) – met 0,6% van de totale werkgelegenheid is het de grootste werkgever van Rusland
- aandeelhouders: ongeveer 0,5 miljoen
- langste leidingnetwerk voor aardgas ter wereld: 172.100 kilometer aardgaspijpleidingen (2017)[2]

## Activiteiten

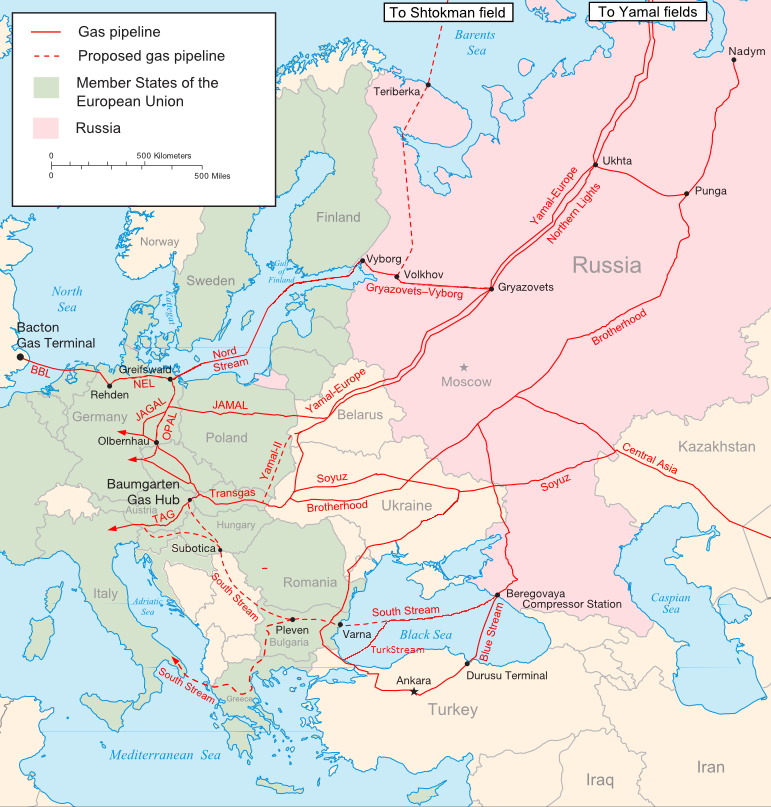
Russische gasleidingen naar Europa

Gazprom is de grootste producent van aardgas in de wereld en een belangrijke producent van aardolie en aardgascondensaat. De belangrijkste klanten zijn Russische afnemers en export naar voornamelijk Europa.
De activiteiten zijn als volgt ingedeeld:
- productie van aardgas;
- transport van aardgas via een groot pijpleidingsysteem;
- distributie van gas in binnen- en buitenland;
- opslag van gas in ondergrondse opslagplaatsen;
- productie van ruwe aardolie en aardgascondensaat;
- raffinage van olie naar aardolieproducten;
- opwekking en verkoop van elektriciteit en warmte; en
- overige activiteiten waaronder financiële dienstverlening.
- privemilitie

### Reserves, productie en export
Per eind 2020 had Gazprom een aandeel van 70% van de totale Russische gasreserves; ofwel 33.575 miljard m³ (2008: 33.100). Deze reserves zijn berekend op basis van de Russische methode. Deze wijkt af van hetgeen internationaal gebruikelijk is. De Russische methode neemt alleen de geologische karakteristieken van de gasvoorkomens in beschouwing terwijl de internationale methode ook economische elementen meeneemt. Aardgas dat alleen met verlies kan worden geproduceerd, wordt niet tot de reserves gerekend. Op basis van de internationale berekeningsmethode liggen de gasreserves van Gazprom ongeveer een derde lager.
In 2020 produceerde Gazprom 455 miljard m³ gas, 47 miljoen ton aardolie en 16 miljoen ton aardgascondensaat.
Gazprom koopt ook gas uit de Centraal-Aziatische landen van de voormalige Sovjet-Unie zoals Kazachstan, Turkmenistan en Oezbekistan. Deze landen beschikken vaak niet over een eigen netwerk of een te klein netwerk om gas te exporteren naar Europese markten en de enige exportmogelijkheid is dan via het Gazpromnetwerk.
Een substantieel deel van het Russische aardgas wordt geëxporteerd naar Europese landen. Daar waar voormalige Sovjetlanden hun afname van Gazprom flink hebben gereduceerd, is de afname in andere delen van Europa juist toegenomen tot 2018. Gazprom is de enige die het gas per pijplijn mag exporteren, de verkoop van vloeibaar aardgas per tanker staat open voor andere partijen, waaronder Novatek. Van de export naar Europa gaat ongeveer een vijfde naar Centraal-Europa en de rest naar West-Europa. Binnen West-Europa was Nederland de grootste afnemer van gas met een aandeel van 48 miljard m³, gevolgd door Duitsland (41), Italië (21) en Turkije (16). Het Russische gas dekte in 2020 ongeveer een derde van de West-Europese behoefte.
Een overzicht van de gasverkopen van Gazprom naar regio:
| Omschrijving                               | 2007  | 2008  | 2009  | 2010  | 2011  | 2012  | 2013  | 2014  | 2015  | 2016  | 2017  | 2018  | 2019  | 2020  |
| ------------------------------------------ | ----- | ----- | ----- | ----- | ----- | ----- | ----- | ----- | ----- | ----- | ----- | ----- | ----- | ----- |
| Verkopen binnenland (in miljarden m³)      | 307,0 | 287,0 | 262,6 | 262,1 | 265,3 | 249,7 | 228,1 | 217,2 | 221,2 | 214,9 | 229,9 | 239,7 | 235,8 | 225,1 |
| Idem aan voormalige Sovjetlanden           | 100,9 | 96,5  | 66,7  | 70,2  | 81,7  | 66,1  | 59,4  | 48,1  | 40,3  | 33,2  | 35,0  | 38,1  | 38,7  | 31,2  |
| Idem aan Europa en overige landen          | 168,5 | 167,6 | 148,3 | 148,1 | 156,6 | 151,0 | 174,3 | 159,4 | 184,4 | 228,3 | 242,0 | 243,3 | 232,4 | 219,0 |
| Idem verkopen totaal                       |       |       | 478,6 | 480,4 | 503,6 | 466,8 | 461,8 | 424,7 | 445,9 | 476,4 | 506,9 | 521,1 | 506,9 | 475,3 |
| Verkoopopbrengst binnenland (in $/1000 m³) | 50,9  | 66,6  | 59,5  | 77,3  | 92,9  | 95,4  | 106,7 | 90,9  | 59,4  | 56,9  | 65,3  | 63,3  | 63,7  | 57,7  |
| Idem voormalige Sovjetlanden               | 110,9 | 148,9 | 173,1 | 211,3 | 265,8 | 258,0 | 224,2 | 262,1 | 194,1 | 153,6 | 158,4 | 162,6 | 157,4 | 136,7 |
| Idem aan Europa en overige landen          | 269,4 | 303,2 | 235,2 | 244,4 | 313,0 | 325,2 | 304,2 | 349,4 | 245,6 | 176,0 | 200,2 | 246,4 | 210,6 | 143,0 |

Uit de figuur blijkt duidelijk dat het gas voor binnenlandse klanten goedkoop is. De Russische regering reguleert de gasprijs en had het beleid deze laag te houden. Vanaf begin 2008 is dit beleid gewijzigd en worden de gasprijzen stapsgewijs verhoogd. Dit blijkt niet duidelijk uit de figuur hierboven, omdat hier de bedragen in Amerikaanse dollars zijn weergegeven. In lokale valuta is de binnenlandse gasprijs gestegen van 1300 roebel per 1000 m³ in 2007, via 1885 roebel in 2009 naar 3641 roebel in 2015. Voor Europese klanten is de gasprijs gekoppeld aan de prijs van ruwe olie op de wereldmarkten. Met een vertraging van zes tot negen maanden wordt de exportprijs van het gas aangepast. In 2008 is de ruwe olieprijs sterk gestegen hetgeen gereflecteerd werd in een hogere exportprijs. Voor de voormalige Sovjetlanden, een groep waarbinnen Oekraïne de belangrijkste afnemer was, streefde Gazprom eenzelfde prijssystematiek na als voor de Europese afnemers. In 2011 hadden de prijzen voor beide exportmarkten aan elkaar gelijk moeten zijn, maar dit doel werd niet behaald zoals uit de bovenstaande figuur blijkt.
De belangrijkste financiële resultaten van Gazprom:
| Jaar | Omzet | Bedrijfs- resultaat | Netto- resultaat |
| ---- | ----- | ------------------- | ---------------- |
| 2007 | 2423  | 702                 | 658              |
| 2008 | 3519  | 1260                | 743              |
| 2009 | 2991  | 857                 | 780              |
| 2010 | 3957  | 1114                | 969              |
| 2011 | 4637  | 1657                | 1307             |
| 2012 | 5003  | 1357                | 746              |
| 2013 | 5247  | 1430                | 812              |
| 2014 | 5661  | 1344                | -137             |
| 2015 | 6073  | 1228                | 968              |
| 2016 | 6111  | 726                 | 997              |
| 2017 | 6546  | 871                 | 767              |
| 2018 | 8224  | 1930                | 1529             |
| 2019 | 7660  | 1120                | 1270             |
| 2020 | 6322  | 615                 | 162              |
| 2021 | 10241 | 2411                | 2159             |

## Geschiedenis
De productie en export van aardgas in de Sovjet-Unie kregen na de Tweede Wereldoorlog meer belangstelling. Reeds in 1946 werd het eerste gas geëxporteerd naar Polen. Tot 1958 bedroeg de export van gas nooit meer dan 200 miljoen m³ op jaarbasis. In 1967 kwam de export in een stroomversnelling door de aanleg van een grote exportpijpleiding naar Bratislava in Tsjecho-Slowakije, de zogenaamde Droezjba-pijpleiding. Deze had een capaciteit van 1 miljard m³ per jaar en meer gas stroomde naar Polen en een jaar later naar Tsjecho-Slowakije. Op 1 september 1968 werd Oostenrijk aangesloten. Het Oostenrijkse energiebedrijf OMV tekende als eerste West-Europese onderneming een langjarig contract voor de levering van aardgas uit de Sovjet-Unie. In 1969 tekende het Italiaanse Eni een nog groter contract voor de levering van 6 miljard m³ per jaar voor een periode van 20 jaar. Het eerste gas onder dit contract werd op 1 mei 1974 aan Italië geleverd. Midden jaren zeventig waren Bulgarije, de DDR, de Bondsrepubliek, Hongarije, Frankrijk, Italië en Finland aangesloten op het Sovjetgasnetwerk.

### Einde Sovjettijdperk
In de jaren zeventig en tachtig van de 20e eeuw was de Sovjet-Unie een belangrijke gasproducent geworden door de vondsten van aardgas in de Oeral, de Wolgaregio en in Siberië. De exploratie, ontwikkeling en distributie van aardgas werden daarop ondergebracht in een apart ministerie voor gas.

### 1989–1993: Ontstaan
Gazprom ontstond op 8 augustus 1989 als staatsbedrijf Gazprom (ГГК "Газпром") toen Sovjetpresident Michail Gorbatsjov de ministeries van olie en gas liet fuseren als onderdeel van zijn economische hervormingsprogramma. Gazprom werd vervolgens als orgaan aangewezen voor de productie, distributie en verkoop van gas. De eerdere minister van gas en olie Viktor Tsjernomyrdin werd benoemd tot president van dit orgaan. Hij wilde voorkomen dat Gazprom opgesplitst zou worden zoals was gebeurd bij de Russische olie-industrie. Tsjernomyrdin kon echter niet voorkomen dat Gazprom in 1991 door het uiteenvallen van de Sovjet-Unie een deel van zijn bezittingen verloor: ongeveer een derde van zijn pijpleidingen en een vierde van zijn compressiecapaciteit.

### 1992–1997: Privatisering
President Boris Jeltsin benoemde Tsjernomyrdin in december 1992 tot premier van Rusland, waardoor de politieke invloed van Gazprom groeide. Rem Vjachirev werd zijn opvolger bij Gazprom. Iets eerder, in november 1992 werd Gazprom geprivatiseerd, na het besluit hiertoe van de Russische president op 5 november 1992 ("over de omvorming van het staatsbedrijf Gazprom in een nationale corporatie"), mede door middel van een voucherprivatisering. Er waren hieraan echter voorwaarden verbonden: de verkoop van deze vouchers was aan strenge regels onderworpen en het werd buitenlandse aandeelhouders door de bedrijfsregels verboden meer dan 9% van de aandelen te kopen. Het bedrijf zelf geeft 25 februari 1993 als startdatum (ОАО "Газпром"). Kort daarop sloot het concern de eerste partnerschapsverdragen met buitenlandse ondernemingen, namelijk het Franse Gaz de France en het Finse Neste. 
In 1994 was 15% van de aandelen in handen van de werknemers van Gazprom, zo’n 35% was verdeeld onder het publiek door het voucherprogramma, 10% was in handen van het bedrijf zelf en de staat had een belang van 40%. De staat was geen actieve aandeelhouder, het stemrecht op bijna alle aandelen was overgedragen aan Rem Vjachirev die Gazprom daarmee bijna volledig in zijn macht kreeg.
De goede relatie tussen Tsjernomyrdin en Vjachirev bleef bestaan en de premier keurde diverse dubieuze transacties goed. Vitaly, de zoon van Tsjernomyrdin, kreeg een hoge functie bij Stroitransgaz, een gasbedrijf en bouwbedrijf voor gaspijplijnen. Zijn broer Andrei en Tatyana, de dochter van Tsjernomyrdin, werden aandeelhouder en samen met andere familieleden en vrienden van Gazprom-bestuurders hadden ze samen zo’n 60% van de aandelen van Stroitransgaz in handen. Premier Tsjernomyrdin keurde een transactie goed waarbij Stroitransgaz een aandelenpakket van 4,8% van Gazprom in handen kreeg voor US$ 2,5 miljoen, een fractie van de werkelijke waarde.
In oktober 1996 werd 1% van de aandelen opengesteld voor buitenlandse investeerders in de vorm van depositary receipts op de London Stock Exchange (LDR's: certificaten die aandelen van buitenlandse bedrijven vertegenwoordigen en worden aangehouden bij banken in Londen). Door de hoge vraag naar aandelen in het buitenland lag de koers daar minstens tweemaal hoger dan in Rusland zelf. In 1997 werd een succesvolle obligatie-uitgifte ter waarde van 2,5 miljard dollar verricht.
In 1992 was de in Florida geregistreerde Iteragroep (Itera) opgericht. De aandeelhouders van de groep waren onduidelijk, maar de verdenking was dat er duidelijke relaties zijn met Gazprombestuurders. Itera groeide uit tot het op een na grootste gasbedrijf van Rusland. Itera nam bijna de volledige gasexport naar de voormalige Sovjetrepublieken voor haar rekening. Het kocht goedkoop gas in bij Gazprom, of daaraan gelieerde bedrijven, en verkocht het gas tegen prijzen die tot twintig keer hoger lagen. Volgens een accountantsonderzoek en een onderzoek van de Staatsdoema leidde dit soort afspraken tot gemiste inkomsten bij Gazprom van honderden miljoenen dollars.
In 1998 droeg Gazprom een aandelenbelang van 49% in het dochterbedrijf Purgaz over aan Itera. Purgaz had het recht het Gubkinskoye gasveld in Jamalië te ontwikkelingen. In 1998 werd een belang van nog eens 32% overgedragen voor het minimale bedrag van 32.000 Russische roebels. Itera had hiermee een belang van 78% in een veld met een geschatte reserve van 350 miljard m³ aardgas. Itera heeft veel minder betaald dan de werkelijke waarde van het gasveld.

### 1998–2000: Schandalen
In 1998 werd de regering van Tsjernomyrdin door Jeltsin ontbonden en vervangen door Sergej Kirijenko. Op hetzelfde moment begon de federale regering plotseling miljarden dollars aan belastinggeld terug te eisen van Gazprom. Het bedrijf werd daarop gedwongen te betalen, toen belastingaanklagers beslag legden op eigendommen van het bedrijf.
Gazprom begon daarop voor het eerst verlies te lijden. De redenen voor dit verlies waren onduidelijk, wat werd genoemd was ofwel het steeds corrupter wordende management van het bedrijf, ofwel een verouderd pijpleidingennetwerk ofwel reeds bestaande verliezen die aan het licht waren gekomen door transparantere boekhoudkundige praktijken.
In 2000 kwamen de dubieuze transacties met Itera, die haar hoofdkantoor in Moskou heeft, aan het licht. Hiernaast verloor Gazprom op grote schaal activa door corrupte leden van het management en leden van de raad van bestuur, die via Stroitransgaz en het regionale gasbedrijf Sibneftegaz weggesluisd werden. Gazprom had een groot aandeel in Sibneftegaz, en verkocht dit later door aan Itera. Al deze transacties waren blijkbaar goedgekeurd door de staatsaccountant PricewaterhouseCoopers, die de administratie controleert sinds 1996.
Het investeringsfonds Hermitage Capital Management, minderheidsaandeelhouder van Gazprom zei over de schandalen in oktober 2000: "Investeerders waarderen dit bedrijf alsof 99% van zijn bezittingen gestolen zijn. Het werkelijke bedrag is rond de tien procent, dus dat is goed nieuws" ("Investors are valuing this company as if 99 percent of its assets have been stolen. The real figure is around 10 percent so that's good news").

### 2001–2005: Hervormingen en nationalisatie
Na de schandalen eind jaren negentig begon president Vladimir Poetin zich actief te bemoeien met het doorvoeren van hervormingen in het management van het bedrijf. In juni 2000 werd voorzitter Tsjernomyrdin vervangen door Aleksandr Medvedev. Op 30 mei 2001 werd Vjachirev, die het bedrijf had geleid alsof het van hemzelf was en miljarden had doen toekomen aan zichzelf en zijn familie, vervangen door Aleksej Miller. Hij werd hierin gesteund door aandeelhouders als CEO William Browder van Hermitage Capital Management en de Russische oud-minister van financiën Boris Fjodorov.
Miller verhoogde het dividend aan de aandeelhouders, maar zijn belangrijkste taak was het terughalen van de bezittingen van Gazprom die onder  Tsjernomyrdin en Vjachirev voor een “appel en een ei” waren verkocht. Hij wist veel belangen terug te kopen van of de financieel zeer ongunstige contracten met Itera, Stroitransgaz en in Sibneftegaz te beëindigen. In november 2002 meldde Miller dat bezittingen ter waarde van miljarden dollars weer terug bij Gazprom waren.
In januari van 2005 was het bedrijf qua beurswaarde het achtste bedrijf van de wereld. In maart 2008 was het opgeklommen naar de 4e plaats, na ExxonMobil, PetroChina en General Electric met een totale waarde van bijna 300 miljard dollar. Als gevolg van de kredietcrisis daalde de aandelenkoers fors en tegen het einde van 2008 was het gezakt naar de 47e positie.

#### De Yukoskwestie
Na de verregaande besprekingen over een fusie van Yukos en Sibneft tot YukSib, kwamen er aantijgingen van de Russische regering over de achterstallige betalingen van belastingen door Yukos. Daar deze de vele miljarden schuld niet direct kon betalen, werd Yukos' verkooponderneming Yukosneftegaz in 2004 per semiopenbare veiling verkocht. Van tevoren werd gespeculeerd dat staatsbedrijf Gazprom het zou opkopen. Het onbekende Baikalfinanzgroep kocht het echter op, waarna oliebedrijf Rosneft (Rosneftegaz) dit bedrijf weer opkocht. Eerder was Rosneft akkoord gegaan met een fusie met Gazprom. In 2005 werd de fusie echter afgeblazen door Gazprom, nadat Yukos bij de rechtbank van Houston het faillissement had aangevraagd. Gazprom vreesde namelijk dat Yukos hierdoor onder de Amerikaanse wet kwam te vallen en deed daarom geen hoogste bod bij de veiling in december 2004. Doordat Rosneft echter middels Baikalfinanzgroep een dergelijk groot en omstreden goed in handen had gekregen, werd het voor Gazprom technisch zeer moeilijk om zomaar een fusie aan te gaan met Rosneft en het zag hiervan af. De fusie was in eerste instantie opgezet om de 10,74% van de aandelen aan te kopen, die Rosneft bezat van Gazprom. Gazprom liet hierop weten de aandelen via de openbare markt aan te kopen en slaagde hierin in 2005.

#### Overname van Sibneft
In september 2005 werd een aandelenbelang van 72,663% in Sibneft gekocht van oligarch Roman Abramovitsj' investeringsfonds Millhouse Capital voor 13,01 miljard dollar. Hiervoor moest Gazprom wel een lening van 12 miljard afsluiten; de grootste lening uit de Russische geschiedenis. Analisten zeiden destijds dat Abramovitsj zijn belang heeft verkocht uit angst om net als Michail Chodorkovski te worden aangeklaagd voor belastingfraude. Sibneft heet nu Gazprom neft ("Gazprom olie").

### 2006: Gasconflict
Eind 2005 dreigde CEO Miller van Gazprom de gaskraan naar Oekraïne dicht te draaien, omdat dit land weigerde om per direct meer dan vier keer de prijs per 1000 m³ aardgas (230 dollar tegen 50 dollar in 2005) te betalen. Dit leidde tot het Russisch-Oekraïens gasconflict, waarbij Gazprom de gaslevering aan Oekraïne op 1 januari 2006 beëindigde. Dit had als direct gevolg dat een groot aantal landen in Europa geen gas meer ontving van Rusland, omdat 80% van de leveranties naar Europa via Oekraïne verloopt. De gastransporten werden spoedig hersteld, maar Rusland en Europa werden zich bewust van de kwetsbaarheid van de transportroute via Oekraïne. Bij de aanleg van nieuwe exportcapaciteit (bijvoorbeeld de Nord Stream-pijpleiding) werd hiermee rekening gehouden. Het was niet de eerste maal dat Gazprom de gastoevoer staakte. Dit gebeurde eerder al richting andere voormalige Sovjetlanden: de gaskraan werd in 2004 voor Wit-Rusland dichtgedraaid toen Aleksandr Loekasjenko weigerde 40 euro per 1000 m³ te betalen in plaats van de binnenlandse prijs van 25 euro die het land eerder betaalde voor Russisch gas, wat leidde tot het Wit-Russisch-Russisch gasconflict. Van tevoren werd in het geval van Wit-Rusland door analisten al gespeculeerd over de werkelijke reden van de stopzegging. Namelijk dat Rusland het Wit-Russische Beltransgaz-pijpleidingnetwerk in handen wilde krijgen. Het conflict werd destijds opgelost doordat Loekasjenko het beheer over dit Wit-Russische pijpleidingnetwerk voor 50 jaar verpachtte aan Rusland en deze daarbij ook het beheer erover gaf. Een vergelijkbaar voorstel is door Rusland gedaan aan Oekraïne, maar werd niet geaccepteerd.

### 2012–2015: EU start onderzoek naar marktgedrag Gazprom
In september 2012 startte de Europese Commissie (EC) een formeel onderzoek naar mogelijk marktmisbruik van Gazprom. Het bedrijf werd ervan verdacht in Oost-Europa de prijzen op te drijven en concurrentie op ongeoorloofde wijze tegen te werken. Het onderzoek volgde na invallen in kantoren van Gazprom en de Duitse energiebedrijven E.ON en RWE in acht Oost-Europese landen in 2011. De Europese Commissie had drie onderwerpen voor onderzoek: (1) Gazprom zou in de leveringscontracten voorwaarden hebben opgenomen waardoor het geleverde gas niet mag worden doorverkocht aan andere landen; (2) de koppeling van de gasprijs aan die van olie en (3) tegenwerking van nieuwe aanbieders van gas naar Europa. Als het onderzoek deze zaken zou aantonen en Gazprom schuldig zou worden bevonden, kon het een boete krijgen van maximaal 10% van de jaaromzet; dergelijke hoge boetes worden in de praktijk zelden gegeven.
In april 2015 kwam de EC met een officiële aanklacht tegen het gasbedrijf. Uit het onderzoek was gebleken dat Gazprom zijn dominante marktpositie zou hebben misbruikt. Het bedrijf had onder andere zijn klanten verboden om gas aan andere landen door te verkopen. Daardoor kon Gazprom in sommige lidstaten oneerlijke prijzen voor het gas in rekening brengen. Tot slot zou Gazprom alleen gas hebben geleverd als groothandelaren niet-gerelateerde toezeggingen deden op het vlak van transportinfrastructuur voor gas.
In mei 2018 besloot de EC Gazprom geen boete op te leggen vanwege machtsmisbruik. In ruil daarvoor zal Gazprom de gasprijzen voor de Oost-Europese landen meer afstemmen op die in West-Europa en de klanten krijgen ook vaker en sneller de mogelijkheid om de prijzen aan te passen. De afspraken zijn juridisch bindend, dus bij overtreding kan alsnog een boete worden opgelegd ter grootte van 10% van de wereldomzet van Gazprom, aldus Eurocommissaris Vestager.

### 2014: Megacontract met China
In mei 2014 tekenden Rusland en China een megagascontract. Namens Rusland zou Gazprom gedurende 30 jaar aardgas gaan leveren. Vanaf 2018 zou er jaarlijks 38 miljard m³ gas naar China stromen met een optie dit uit te breiden tot 60 miljard m³. Financiële details zijn niet bekendgemaakt, maar het contract had een geschatte waarde van $400 miljard. Voor het gas geleverd kan worden, moet de zogenaamde "Power of Siberia-pijpleiding" worden aangelegd die een investering vergt van ongeveer $55 miljard. De overeenkomst is tot stand gekomen na 10 jaar discussie tussen beide partijen. Het is belangrijk voor de Russische economie die nu een tweede, na Europa, grote klant voor het aardgas heeft gekregen. China heeft een grote behoefte aan schone energiebronnen omdat het voor zijn elektriciteitsbehoefte vooral gebruikmaakt van steenkool.

## Concernstructuur
De strategische leiding is in handen van de raad van bestuur (Совет директоров), waarvan de leden elk jaar worden verkozen door de algemene vergadering.
- Voorzitter: Viktor Zoebkov (sinds juni 2008).
- Vicevoorzitter: Aleksej Miller (sinds 2002), een vertrouweling van Poetin en een van de zogenaamde gazoviki (gasmensen die in de tijd van de Sovjet-Unie carrière maakten).

De dagelijkse leiding (Правление) is in handen van de bestuursraad.
- Voorzitter (CEO): Aleksej Miller (sinds 2001; aangesteld door Poetin).

Tot 2004 had de overheid een aandeel van 38,37% in het bedrijf en een meerderheid in de raad van bestuur. Gazprom zorgde toen voor ongeveer 25% van alle Russische belastingen (gemiddeld 4 miljard dollar tussen 1993 en 2003) en 8% van het Russische bnp. Vanaf 2005 heeft de Russische overheid iets meer dan de helft van alle aandelen in handen. Buitenlandse aandeelhouders mogen maximaal 35% van de aandelen Gazprom bezitten.
Het bedrijf heeft meer dan 60 dochterondernemingen met daarnaast meerderheids- en minderheidsbelangen in andere bedrijven. Enkele van de bekendste bedrijven die Gazprom heeft overgenomen zijn de daarvoor onafhankelijke media: Tv-station NTV (in 2001) en krant Izvestia (juni 2005).
Bekende samenwerkingsverbanden en dochterondernemingen zijn Gazeksport en RosUkrEnergo.

## Gazprom in Nederland en België
Ook Nederlandse bedrijven doen zaken met Gazprom. Zo werd een deel van de lening voor de aankoop van Sibneft gefinancierd door ABN AMRO. De Nederlandse Gasunie heeft al sinds 1999 contracten voor de levering van gas aan Nederland. In 2007 heeft de Nederlandse Gasunie ook een belang van 9% verkregen in de Nord Stream-gaspijpleiding door de Oostzee. Gazprom behoudt 51% van de aandelen in deze pijpleiding. Op datzelfde moment kreeg Gazprom een optie om een belang van 9% te nemen in de BBL-pijpleiding, die Nederland met het Verenigd Koninkrijk verbindt. Deze laatste optie is overigens nooit uitgeoefend en is nu verlopen. In oktober 2009 maakte Energie Beheer Nederland bekend dat Gazprom zal participeren in Gasopslag Bergermeer. Gazprom zal kussengas injecteren in de opslaglocatie en krijgt hiervoor een aandeel in het project.
In mei 2007 is Gazprom EP International B.V. (voorheen Gazprom Netherlands B.V.) opgericht in Amsterdam als een speciale tak van Gazprom buiten Rusland en de voormalige Sovjetstaten. Het is voor 100% een dochtermaatschappij van Gazprom en is actief in de exploratie, acquisitie, integratie en beheer van internationale olie en gas.
In juni 2012 heeft Gazprom Energy een verkoopkantoor geopend in 's-Hertogenbosch. De Russische gasproducent wil binnen een periode van vijf jaar minimaal 15% van de Nederlandse zakelijke markt bedienen. In het begin mikt Gazprom vooral op het midden- en kleinbedrijf. Nederland is na Groot-Brittannië, Ierland, Frankrijk en Duitsland het vijfde land in Europa waar Gazprom een eigen verkoopkantoor opzet. Gazprom levert al decennia aardgas aan Europese energiebedrijven, waaronder ook Vattenfall Nederland en Essent. Door direct eindgebruikers te bedienen, passeert Gazprom deze energiebedrijven. De komst van Gazprom is mogelijk geworden door de liberalisering van de Europese energiemarkt.
In België wilde Gazprom van de Italiaanse energiegroep Enel de steg-centrale in Marcinelle overnemen. Gazprom zou zo’n € 200 miljoen willen betalen voor de elektriciteitscentrale. De centrale met een capaciteit van 420 megawatt werd in 2012 in dienst genomen. ENEL wilde met de opbrengst zijn schuld reduceren.
In de onderstaande tabel staan de gasleveringen, exclusief vloeibaar aardgas, van Gazprom aan Nederland en België. Duitsland is ook vermeld omdat dit land de grootste afnemer van gas was in Europa tot Nederland deze koppositie in 2020 overnam. De explosieve groei van de invoer van gas door Nederland in 2020 hangt nauw samen met de verminderde productie uit het Groningenveld.
| Jaar | Nederland | België | Duitsland |
| ---- | --------- | ------ | --------- |
| 2010 | 4,3       | 0,5    | 35,3      |
| 2015 | 8,4       | 1,5    | 47,4      |
| 2016 | 27,5      | 2,5    | 57,9      |
| 2017 | 17,4      | 2,7    | 67,1      |
| 2018 | 21,4      | 2,8    | 65,7      |
| 2019 | 16,3      | 1,3    | 44,9      |
| 2020 | 48,1      | 1,3    | 41,6      |

## Problemen
Een van de belangrijkste problemen waar Gazprom echter mee kampt, zijn de verouderde pijpleidingssystemen. Een groot deel heeft de maximumlevensduur van 25 jaar reeds overschreden of zal dat in de komende 10 jaar doen. Een belangrijk probleem bij de noodzakelijke vervangingsinvesteringen is het feit dat veel van het gas op binnenlandse markten wordt afgezet, waar men veel minder betaalt dan voor geëxporteerd gas. Daarnaast zakte de beurswaarde van het bedrijf aanzienlijk door de kredietcrisis eind 2008, hetgeen het er niet eenvoudiger op maakte om op de kapitaalmarkt geld aan te trekken voor onderzoek en ontginning van nieuwe gasvelden.

### Artikelen
- (en)  Alexander's Gas & Oil Connections – Gazprom, 19 februari 2003
- (en)  Gazprom bond in heavy demand Guardian, 16 september 2003 (Engels)
- (en)  Management schandalen tussen 1998 en 2000 Bloomberg Businessweek

### Itera
- (en)  Scrutinizing the Gazprom-Itera relationship, 6 februari 2001
- (en)  BusinessWeek: Gazprom: Russia's Enron?, 18 februari 2002 (over de kwestie Itera)
- (en)  Website Iteragroep

Acron ·
Aeroflot ·
AFK Sistema ·
ALROSA ·
Bashneft ·
Beurs van Moskou ·
DIXY ·
FGC UES ·
FosAgro ·
Gazprom ·
Inter RAO UES ·
LSR Group ·
LUKOIL ·
Magnit ·
Mechel ·
MegaFon ·
MMK ·
Mosenergo ·
MTS ·
M.video ·
Moskou Credit Bank ·
Norilsk Nikkel ·
Novatek ·
Novolipetsk Steel ·
Oeralkali ·
PIK Group ·
Polymetal ·
Polyus ·
Rosneft ·
Rosseti ·
Rostelecom ·
RusHydro ·
Rusagro ·
Rusal ·
Sberbank ·
Severstal ·
Soergoetneftegaz ·
Tatneft ·
TMK ·
Transneft ·
VTB bank ·
Unipro ·
United Wagon Company ·
Yandex ·
Zeehandelshaven van Novorossiejsk
Aeroflot ·
FGC UES ·
Gazprom ·
Gazprom neft ·
Inter RAO UES ·
LUKOIL ·
Magnit ·
Mechel ·
MMK ·
Mosenergo ·
MTS ·
MRSK Holding ·
Norilsk Nikkel ·
Novatek ·
Novolipetsk Steel ·
Oeralkali ·
OGK-3 ·
Raspadskaya ·
Rosneft ·
Rostelecom ·
RUSAL ·
RusHydro ·
Sberbank ·
Severstal ·
Soergoetneftegaz ·
Tatneft ·
Transneft ·
VTB bank